# Morning Musume Concert Tour 2009 Spring ~ Platinum 9 Disco ~
Albums de Morning Musume
Concert Tour 2008 Aki
(2009) Concert Tour 2009 Yomiuri
(2010)
Morning Musume Concert Tour 2009 Spring ~ Platinum 9 Disco ~ (モーニング娘。コンサートツアー2009春 ~プラチナ 9 DISCO~) est une vidéo musicale (DVD) du groupe de J-pop Morning Musume, la vingtième d'un concert du groupe.

## Présentation
La vidéo sort au format DVD le 15 juillet 2009 au Japon sous le label zetima. Le DVD atteint la 11e place à l'Oricon. Il se vend à 10 450 exemplaires la première semaine et reste classé pendant six semaines, pour un total de 13 694 exemplaires vendus.
Le concert avait été filmé deux mois auparavant, le 10 mai 2009, dans la salle Tokyo Kousei Nenkin Kaikan, en promotion de l'album Platinum 9 Disc sorti deux mois auparavant, dont onze des treize titres sont interprétés. Douze titres sortis en singles (dont quatre en "face B") sont interprétés.
Cinq titres sont interprétés dans un medley. Huit des chansons du groupe ne sont interprétées que par quelques membres ou en solo. Deux des membres interprètent également une chanson d'un single de Melon Kinenbi. Reina Tanaka interprète aussi en solo une chanson d'un single de Aya Matsūra, et Ai Takahashi interprète sa propre chanson solo diffusée en single digital en 2006.

## Membres
- 5e génération : Ai Takahashi, Risa Niigaki
- 6e génération : Eri Kamei, Sayumi Michishige, Reina Tanaka
- 7e génération : Koharu Kusumi
- 8e génération : Aika Mitsui, Jun Jun, Lin Lin

## Liste des titres
| 1.  | Opening (présentation) |  |
| 2.  | Songs (SONGS) (de l'album Platinum 9 Disc)                                                                                                 |  |
| 3.  | Naichau Kamo (泣いちゃうかも) (de l'album Platinum 9 Disc)                                                                                 |  |
| 4.  | VTR - Member Introduction (présentation)                                                                                                   |  |
| 5.  | Mikan (みかん) (de l'album Platinum 9 Disc)                                                                                                |  |
| 6.  | MC (présentation) |  |
| 7.  | Shōganai Yume Oibito (しょうがない 夢追い人) (de l'album 10 My Me)                                                                         |  |
| 8.  | Jōnetsu no Kiss wo Hitotsu (情熱のキスを一つ) (par Takahashi, Niigaki, Tanaka) (de l'album Platinum 9 Disc)                                |  |
| 9.  | Kataomoi no Owari ni (片思いの終わりに) (par Eri Kamei) (de l'album Platinum 9 Disc)                                                       |  |
| 10. | MC 2 (présentation) |  |
| 11. | Fine Emotion! (ファインエモーション! ) (par Jun Jun et Lin Lin) (du single Roman ~My Dear Boy~)                                            |  |
| 12. | Watashi no Miryoku ni Kizukanai Donkan na Hito (私の魅力に 気付かない鈍感な人) (Mitsui + Jun Jun et Lin Lin) (de Platinum 9 Disc)          |  |
| 13. | Yowamushi (弱虫) (par Risa Niigaki) (du single Naichau Kamo)                                                                               |  |
| 14. | It's You (par Sayumi Michishige, avec Takahashi et Kamei) (de l'album Platinum 9 Disc)                                                     |  |
| 15. | MC (présentation) |  |
| 16. | Disco Medley (ディスコメドレー) (Love Machine / Renai Revolution 21 / Sexy Boy / The Manpower! / Aozora ga Itsumademo Tsuzuku Yō na (...)) |  |
| 17. | MC (présentation) |  |
| 18. | Kōsui (香水) (par Kusumi et Jun Jun) (single de Melon Kinenbi)                                                                             |  |
| 19. | The Bigaku (The 美学) (par Reina Tanaka) (single de Aya Matsūra)                                                                           |  |
| 20. | MC (présentation) |  |
| 21. | Yume Kara Samete (夢から醒めて) (par Ai Takahashi) (single digital de Ai Takahashi, de la compilation Petit Best 7)                        |  |
| 22. | Take off is now! (par Takahashi, Niigaki, Tanaka) (de l'album Platinum 9 Disc)                                                             |  |
| 23. | Guruguru Jump (グルグルJUMP) (par Kusumi, Jun Jun, Lin Lin) (de l'album Platinum 9 Disc)                                                   |  |
| 24. | How Do You Like Japan? ~Nihon wa Donna Kanji Dekka?~ (HOW DO YOU LIKE JAPAN? ~日本はどんな感じでっか?~) (de Rainbow 7)                     |  |
| 25. | Resonant Blue (リゾナント ブルー) (de l'album Platinum 9 Disc)                                                                             |  |
| 26. | MC 6 (présentation) |  |
| 27. | Love & Peace! Hero ga Yattekita. (ラヴ&ピィ~ス! HEROがやって来たっ。) (du single The Manpower!)                                            |  |
| 28. | Sono Bamen de Bibiccha Ikenai jan! (その場面でビビっちゃいけないじゃん!) (du single Resonant Blue)                                         |  |
| 29. | MC 7 (présentation) |  |
| 30. | Ame no Furanai Hoshi de wa Aisenai Darō? (雨の降らない星では愛せないだろう?) (de l'album Platinum 9 Disc)                                  |  |

Détails de la piste 16
- Love Machine (LOVEマシーン) (de l'album 3rd -Love Paradise-)
- Renai Revolution 21 (恋愛レボリューション21) (de l'album 4th Ikimasshoi!)
- Sexy Boy ~Soyokaze ni Yorisotte~ (SEXY BOY ~そよ風に寄り添って~) (de l'album Sexy 8 Beat)
- The Manpower! (THE マンパワー!!!) (de l'album Rainbow 7)
- Aozora ga Itsumademo Tsuzuku Yō na Mirai de Are! (青空がいつまでも続くような未来であれ!) (Lin Lin, avec Morning Musume) (Rainbow 7)